# Mordercze kuleczki IV: Zapomnienie
Mordercze kuleczki IV: Zapomnienie (ang. Phantasm IV: Oblivion) – horror z 1998 roku, reżyserowany przez Dona Coscarelli'ego.

## Fabuła
Reggie wyrusza w podróż, której celem jest odnalezienie Mike'a zanim Tall Man dokończy jego transformację. Tymczasem Mike uciekając przed Tall Manem podróżuje pomiędzy wymiarami i czasem, próbując odkryć "początki" swego wroga.

## Obsada
- Angus Scrimm - Tall Man
- Michael Baldwin - Mike Pearson
- Reggie Bannister - Reggie
- Bill Thornbury - Jody Pearson